# Арташен (област Ширак)
Вижте пояснителната страница за други значения на Арташен.
Арташен (на арменски: Հարթաշեն) е село и община в Армения, област Ширак. Според Националната статистическа служба на Армения през 2012 г. общината има 170 жители.

## Демография
Броят на населението в годините 1873–2004 е както следва: